# Andrea Margheri
Andrea Margheri (Firenze, 4 febbraio 1938) è un politico italiano.

## Biografia
Si laurea nell'università della sua città natale, allievo di Eugenio Garin, Cesare Luporini ed Ernesto Ragionieri. Iscritto al Partito Socialista, ne diventa dirigente nazionale a livello giovanile e nel 1964 aderisce alla scissione voluta da Lelio Basso, aderendo così al PSIUP. Viene eletto nelle file del nuovo partito come consigliere regionale.
Nel 1972 confluisce con l'intera compagine politica nel Partito Comunista Italiano, diventandone segretario della città di Milano. Successivamente viene candidato ed eletto prima alla Camera (nella VII e VIII Legislatura, fra il 1976 e il 1983) e poi al Senato (nella IX e X legislatura, dal 1983 al 1992). Dopo la svolta della Bolognina aderisce al PDS e successivamente ai DS.